# Từ Câu vương
Từ Câu vương (giản thể: 徐驹王; phồn thể: 徐駒王) là tên 1 vị quân chủ của nước nước Từ, căn cứ theo nhiều sử liệu thì ông cai trị quốc gia này vào khoảng đầu thời Tây Chu trong lịch sử Trung Quốc.
Trong suốt quá trình trên 1500 năm tồn tại, nước Từ luôn là quốc gia lớn mạnh khiến nhiều nước khác phải dè chừng, tuy danh nghĩa vẫn là một nước chư hầu nhưng nước này quan hệ với nhà Hạ và nhà Thương cũng tương đối độc lập. Sử sách không chép hết được đầy đủ danh sách của các đời vua nước Từ, một nước lớn có lẽ có nhiều ghi chép nhưng các sách đó khả năng bị thiêu hủy vào đời Tần Thủy Hoàng thì đúng hơn. Trước đây nước Từ được thụ phong ở khu vực huyện Đàm Thành thuộc tỉnh Sơn Đông ngày nay. Đến khi Từ Câu vương lên ngôi đã dời đô sang huyện Tứ thuộc tỉnh An Huy ngày nay. Ở địa bàn mới nước Từ chinh phục được nhiều dân tộc du mục láng giềng mở mang lãnh thổ chăm lo phát triển kinh tế khiến quốc gia thịnh vượng.
Từ thời Chu công Đán đến thời Chu Thành vương, Chu Khang vương, chiến tranh giữa triều đình Tây Chu và nước Từ diễn ra hết sức thường xuyên. Năm thứ nhất đời Chu Thành vương, tức 1042 TCN, nước Từ từng tham gia vào cuộc phản loạn chống lại triều đình Chu do các tàn dư quý tộc triều Thương đứng đầu là Vũ Canh tiến hành- lịch sử gọi là loạn Tam giám (三監之亂). Từ tử tự xưng là Từ Câu vương, chống lại chiến dịch đông chinh của Chu công Đán. Từ Câu vương từng khởi binh trực tiếp tiến đánh triều Chu, tiến đánh thẳng vào vùng ven bờ Hoàng Hà, người nước Từ tự hào rằng "tiên quân Câu Vương tây thảo vu Hà".